# هجوم كويته ديسمبر 2017
في 17 ديسمبر 2017 استهدف هجوم انتحاري الكنيسة التذكارية الميثودية على طريق زارغون بمدينة كويته الباکستانية وأسفر عن مقتل 9 أشخاص على الأقل، وإصابة 56 آخرين. تبنّى تنظيم الدولة الإسلامية (داعش) مسؤوليته عن التفجير.
نقلت قناة «GAO» الباكستانية عن وزير داخلية إقليم بلوشستان أن «الهجوم تم تنفيذه من خلال انتحاريين اثنين اقتحما الكنيسة، قٌتل أحدهم بالرصاص عند المدخل، والآخر فجر نفسه داخل الكنيسة».
وأضاف الوزير إن «المهاجمين كانوا يحملون أسلحة»، مشيرًا إلى أن «عدد من يحضرون إلى هذه الكنيسة يوم الأحد في العادة يٌقدّر بين 300 إلى 400 شخص».